# Corniche (métro de Doha)
Pour les articles homonymes, voir Corniche (homonymie).
Corniche (en arabe : الكورنيش) est une station sur la Ligne Rouge du Métro de Doha. Elle est ouverte en 2019.

## Histoire
La station est mise en service le 8 mai 2019.